# 켄트 주립 대학교
켄트 주립 대학교(Kent State University, KSU)는 미국 오하이오주 켄트에 위치한 공립 연구형 대학이다. 이 대학교는 지역 및 국제적으로 노스이스트 오하이오주의 여러 지역 캠퍼스들과 추가 시설들을 보유하고 있다.
이 대학교는 1910년 사범대학으로 설립되었다. 첫 강의는 1912년 켄트의 여러 지역과 임시 건물에서 시작되었다. 이듬해에 오리지널 캠퍼스의 첫 건물들에서 오픈하였다.
2021년 켄트 주립 대학교는 8개 캠퍼스 시스템에서 34,000명 이상, 켄트주 메인 캠퍼스에서 25,000명 이상의 학생이 등록하였고 이 기준으로 보면 오하이오주에서 3번째로 큰 대학교이다.